# Литературный европеец
Литературный европеец — ежемесячный литературный журнал на русском языке и одноимённое издательство. Журнал издается с 1998 года во Франкфурте-на-Майне, исключительно на деньги подписчиков. Орган Союза русских писателей в Германии. Редактор — Владимир Батшев. Соредактор — Галина Чистякова.

## Структура журнала
Журнал включает в себя следующие разделы: Проза, Поэзия, Искусство, Над книгой, Переводы, Мы и литература, По ту сторону, За океаном, По музеям, выставкам и ярмаркам, Глазами современника, Литературный календарь (посвященный писателям Русского Зарубежья, писателям, незаслуженно забытым), Глазами современника (мемуарная литература) и др.
Журнал печатает только зарубежных авторов.

## Цели
Главной задачей журнал считает сохранение наследия русской зарубежной литературы, обобщение её опыта, развитие литературных традиций эмиграции на сегодняшнем этапе, противостояние негативным тенденциям новой, подконтрольной властям российской литературы.

## Общая информация
На начало 2021 в издательстве Литературный европеец выпущено около 130 книг. Это художественная литература, мемуары, научно-популярные, публицистические книги.
Среди них антология «100 лет русской зарубежной поэзии» в 4 томах, пятитомная антология «100 лет русской зарубежной прозы», Собрание сочинений Леонида Борича в 5 томах, Собрание рассказов в 4 томах Игоря Шесткова, однотомники произведений Галины Кисель, Алишера Киямова, Владимира Штеле, Игоря Гергенрёдера, Бориса Майнаева, Евгения Терновского, Бориса Рохлина, Леонида Ицелева, Гершома Киприсчи, Ирины Бирны, Генриха Шмеркина, эпопея Владимира Батшева «Власов» в 4 томах, его же «Мой литературный календарь» в двух томах, коллективные прозаические сборники «19», «Одюлев», «Нежить» и другие книги русских зарубежных писателей.
Авторы журнала — русские писатели из Германии, Франции, Австрии, Чехии, США,
Великобритании. Журнал имеет своих корреспондентов во всех европейских странах и в США.
Журнал один раз в два года присуждает премии за лучшие произведения, опубликованные на его страницах.
В мае 2018 года в Ганновере было торжественно отмечено двадцатилетие журнала. К январю 2021 выпущено 274 номера.

## Авторы
Начиная с 1998 года, в журнале сотрудничали: Игорь Гергенрёдер, Борис Майнаев, Юрий Диденко, Владимир Брюханов, Сергей Модин, Михаил Румер, Николай Дубовицкий, Наталья Стремитина, Леонид Ицелев (Ицелев, Леонид Израилевич), Мирон Рейдель, Владимир Сизько.
Позже авторами стали: Владимир Порудоминский, Берта Фраш, Игорь Шестков, Борис Рохлин, Лариса Ковалева, Валентина Синкевич, Михаил Толмачев-Нехорошев, Георгий Турьянский, Виталий Амурский, Эдуард Бернгард, Вячеслав Сысоев, Семен Резник, Ара Мусаян, Кира Сапгир, Николай Дронников, Ильдар Ахметсафин, Наум Ципис, Леонид Борич, Джойс Франклин, Владимир Штеле, Татьяна Розина, Генрих Шмеркин, Григорий Пруслин, Олег Приходько, Светлана Кабанова, Виктор Фет, Виталий Раздольский, Семен Ицкович, Алишер Киямов, Нелли Кунина, Николай Боков, Владимир Загреба, Сергей Миллер, Евсей Цейтлин, Джин Вронская, Вадим Нечаев, Евгений Вербин, Лидия Гощчинская, Григорий Яблонский и другие.
Умерли: Василий Бетаки, Вольфганг Казак, Юрий Дружников, Андрей Кучаев, Генрих Кац, Александр Зимин, Дмитрий Дадашидзе, Игорь Гуревич, Револьт Банчуков, Владимир Рудинский и другие.
Всего за прошедшие двадцать лет в журнале опубликованы произведения около 400 авторов. Журнал распространяется во многих странах, между прочим, в Австралии и Новой Зеландии, Конго и Бразилии, а также и в России.  На журнал подписаны крупные университеты и библиотеки всего мира.